# Зезекало Іван Гаврилович
Зезекало Іван Гаврилович (31 жовтня 1948, село Пишненки Опішнянського району Полтавської області) — фахівець у галузі розробки нафтогазових родовищ. Доктор технічних наук (1996), професор (2005). Академік УАН та УНГА. Заслужений діяч науки і техніки України (2002).

## Життєпис
1973 року закінчив Харківський політехнічний інститут за спеціальністю «Технологія неорганічних сполук та мінеральних добрив». З 1975 до 1978 року був старшим інженером у Полтавській філії Науково-дослідного інституту природного газу, протягом 1978—1988 років керував цехом досліджень, а також лабораторією корозії в полтавській філії «Укргазвидобування». У 1988—2001 роках керував Полтавським дослідницьким відділом Інституту.
1986 року захистиав кандидатську, за 10 років — докторську дисертацію. З 1993 до 2000 року був директором у НВП «Нафтогазтехнологія», з 19998 лр 2003 був директором ЗАТ «''Пласт''», 2012 року заснував і керував ТОВ НВП «''Надраспецтехнологія''».
У 1998 році у Полтавському технічному університеті керував філією Кафедри машин та обладнання для нафтогазопромислів. 2000 — заснував Кафедру видобування нафти та газу при цьому університеті. 2002 року став професором кафедри хімії Полтавського педагогічного університету і посів посаду заступника директора з наукової роботи Українського геолого-розвідувального інституту.
1993 року заснував ТОВ «Драгобрат», а в 2011 році — фермерське господарство «Кротенківське».

## Громадсько-політична діяльність
Іван Зезекало бере участь у громадській роботі, постійно підтримує науково-освітні програми міста Полтави, був Головою Спілки наукових та інженерно-технічних фахівців «Прометей» (2000—2019).
Був засновником та президентом баскетбольного клубу вищої ліги «Полтава-Баскет», дитячого-юнацького клубу «Вікторія» селища Опішня.
2010 — очолив Полтавський осередок партії «За Україну!». Цього ж року балотувався на виборах до Полтавської міської ради.
Співзасновник ГО «Полтавський міський полк українського козацтва ім. І. Богуна», осавул.

## Визнання заслуг

### Нагороди
- медаль ім. В. І. Лучицького (2006)
- медаль ім. Л. І. Лутугіна (2008) за особистий внесок у розвиток геологорозвідувальних робіт
- орден Преподобного Нестора Літописця за «значний внесок у розбудову України» від УПЦ московського патріархату

### Відзнаки
- винахідник СРСР (1986)
- відмінник газової промисловості СРСР (1991)
- почесний працівник Укргазпрому (1998)
- почесний розвідник надр (2000)
- заслужений діяч науки і техніки України (2002)